# Rhinesuchus

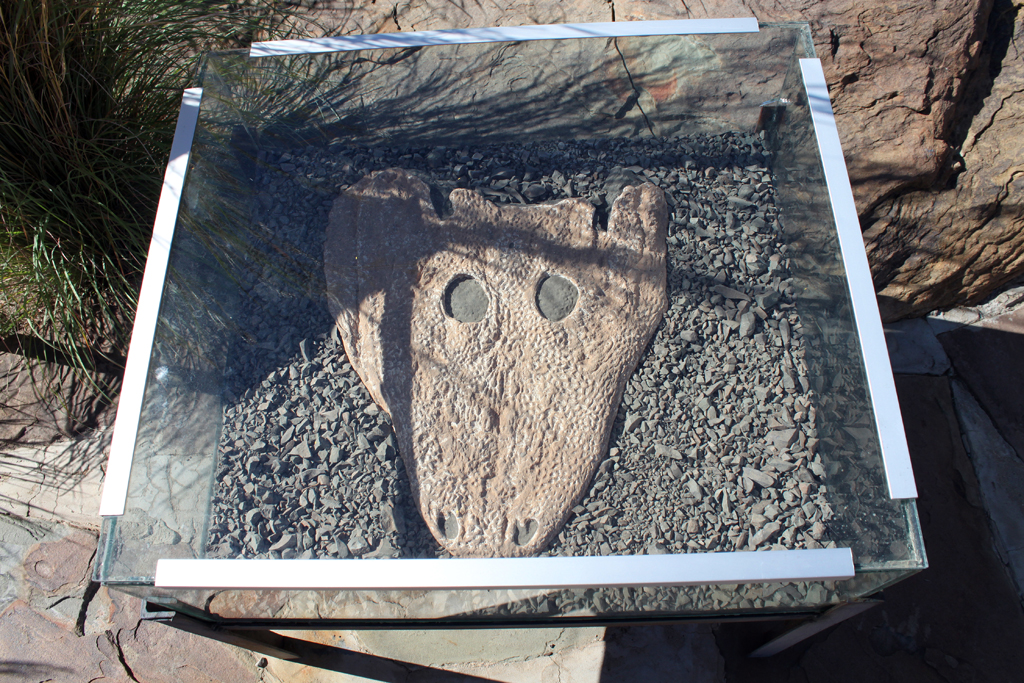
Cráneo fosilizado de Rhinesuchus hallado in situ.

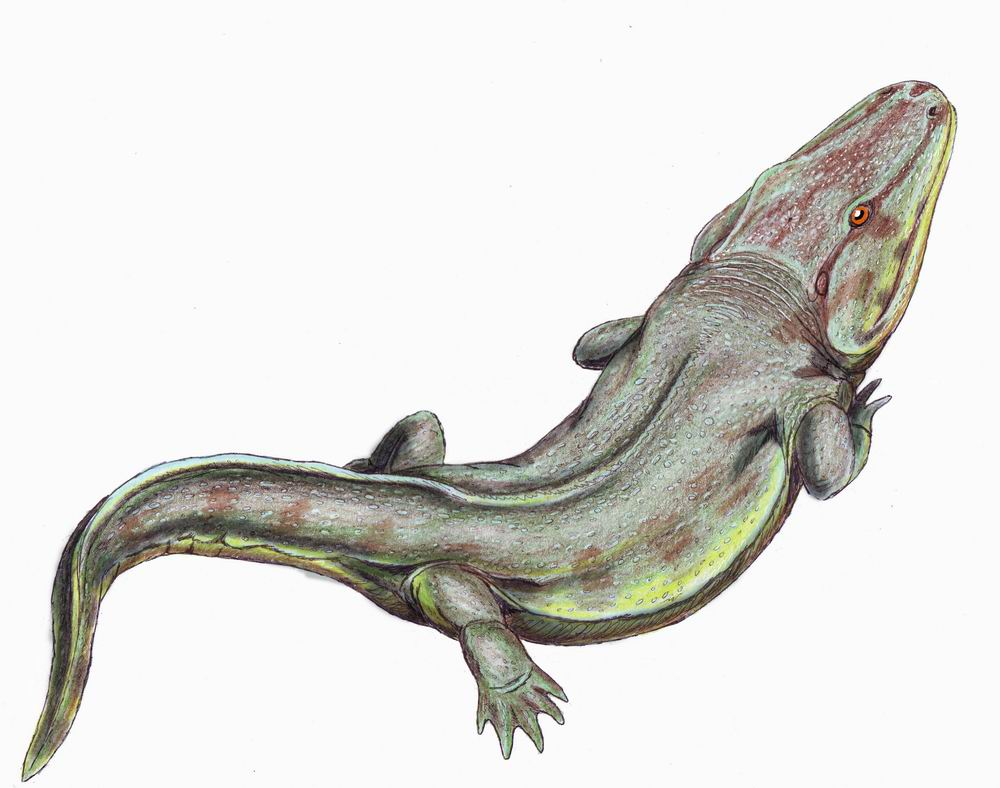
Rhinesuchus.

Rhinesuchus es un género extinto del orden Temnospondyli. Sus restos fósiles se hallan en rocas del Pérmico, en la cuencia de Karoo en Sudáfrica, en las zonas faunísticas de Tapinocephalus y Cistecephalus, ambas pertenecientes al Grupo Beaufort. El cráneo de Rhinesuchus posee una forma aplanada triangular con un hocico romo similar al de otros anfibios grandes, y tenía un paladar lleno de pequeños dientes afilados, lo que sugiere que cazaba peces. Además, sus ojos pequeños se situaban en la parte superior de la cabeza, lo que indica que se aproximaba a su presas desde abajo. Existe la idea errónea de que Rhinesuchus debe su nombre al río Rin en Europa; en realidad el nombre de Rhinesuchus deriva de la palabra griega para nariz. La especie tipo es Rhinesuchus whaitsi. Dos especies adicionales, R. africanus y R. wadiai, son consideradas como nomen dubium. Otras especies, R. broomianus y R. beaufortensis, han sido sinonimizadas con R. whaitsi, mientras que R. capensis ha sido reclasificada en el género Rhinesuchoides. Muchocephalus también ha sido sinonimizado con R. whaitsi.

## En la cultura popular
Aparece por primera vez en el documental Walking with Monsters, en el que se le representa a una hembra viviendo sola en una charca, que se está secando cada vez más rápido, debido a esto; está muy desesperada y al final decide formar un capullo, mientras eso; está inconsciente y un gorgonópsido (Inostrancevia) se la come. Erróneamente, la criatura fue situada en Siberia, y no en Sudáfrica, donde fue encontrado.